# Luterská církev v Libérii
Luterská církev v Libérii je luterská církev působící v Libérii.
Je členem Afrického svazu církví, Západoafrického luterského svazu, Mezináboženského afrického svazu, Luterského společenství střední a západní Afriky, Liberijského svazu církví a Světové rady církví. Jejím biskupem je  G. Vicotr Padmore. Církev má přes 70 00 členů.